# Adsorptionskältemaschine
Eine Adsorptionskältemaschine bzw. adsorptionsgetriebene Kältemaschine (engl. adsorption driven chiller, ADC) dient der Kälteerzeugung und beruht auf der reversiblen Adsorption eines Kältemittels in einen Sorptionstoff.

Mit der Ad- bzw. Desorption des Kältemittels (z. B. Wasser, Ammoniak, Methanol oder Ethanol) geht gleichzeitig eine Aggregatsänderung einher. Das Kältemittel nimmt Energie aus der Umgebung auf, desorbiert und verdampft. Aufgrund der für die Desorption benötigten Energie und der Verdunstungskälte kühlt die Umgebung dabei ab. Das nun gasförmige Kältemittel wird von dem porösen Sorptionsmittel wieder adsorbiert und kondensiert in dessen Poren. Aufgrund der bei der Adsorption frei werdenden Energie und der Kondensationsenthalpie wird Wärme während dessen abgegeben. Als Sorptionsmittel eignen sich alle Materialien mit der passenden Porengröße. Häufig eingesetzt werden Zeolithe, MOFs, Aktivkohle oder Silikagel.

## Adsorption und Desorption
In der Verfahrenstechnik bezeichnet Adsorption die Anlagerung an einen Feststoff. Entsprechend bezeichnet Desorption das Lösen von einem Feststoff. In einer Adsorptionskältemaschine wird das Kältemittel so gewählt, dass mit der Ad- bzw. Desorption im gewünschten Temperaturbereich eine Aggregatzustandsänderung einhergeht.
Im Zuge der Adsorption kondensiert das Kältemittel, begünstigt durch niedrige Temperaturen und hohen Druck. Während der Kondensation verringert sich das Volumen des Kältemittels, wobei Energie in Form von Wärme freigesetzt wird.
Die Desorption stellt den umgekehrten Prozess dar: Dabei verdampft das Kältemittel. Unter konstantem Druck und bei Vorliegen des Kältemittels in beiden Aggregatzuständen entspricht die Temperatur dem Siedepunkt des Kältemittels. Diese Bedingung ist die Grundlage sowohl für den Betrieb von Kältemaschinen als auch für die Funktion von Wärmespeichern.
Für die Adsorption des Kältemittels auf das Sorptionsmittel sind vor allem Stoffe geeignet, die sehr feinporös sind und daher eine hohe innere Oberfläche besitzen. Zu diesen Materialien gehören unter anderem:
- Zeolithe
- Metallorganische Gerüstverbindungen (MOFs, z. B. CAU-10-H, Al-MIL-53-FUM oder MIL-160)[2][4][5]
- Siliziumaluminiumphosphate (SAPOs, z. B. SAPO-34)[6]
- Aktivkohle
- Silikagel

Die Aktivstoffe werden dem Einsatzzweck entsprechend gewählt, dabei können unter anderem folgende Substanzen Anwendung finden:
- Wasser
- Ammoniak
- Methanol
- Ethanol

## Aufbau
Die Adsorptionskältemaschine besteht aus einem Adsorber bzw. Desorber und einem Verdampfer bzw. Kondensator, die entweder in einem gemeinsamen Behälter untergebracht oder über Rohre miteinander verbunden sind. Der Vorteil der Sorptionstechnologie besteht darin, dass der Ablauf des Kälteprozesses allein durch die Temperaturregelung des Sorptionsmittels gesteuert wird. Daher kann der Behälter hermetisch und gasdicht abgeschlossen werden. Bei der Verwendung von Wasser als Kältemittel arbeitet die Adsorptionskältemaschine stets im Unterdruckbereich. Der apparative Aufbau ist vergleichsweise einfach, da für Adsorber bzw. Desorber und Verdampfer bzw. Kondensator jeweils nur ein Gerät erforderlich ist.

## Funktionsweise
Der wesentliche Unterschied zu einer Kältemaschine üblicher Art besteht darin, dass das Sorptionsmittel in fester Form nicht umgewälzt werden kann. Deshalb müssen sowohl Ad- und Desorber, als auch Verdampfer bzw. Kondensator jeweils dasselbe Material im selben Behälter sein, aber ihre jeweilige Funktion in einem Behälter nicht gleichzeitig, sondern nacheinander erfüllen. Infolgedessen ist die Adsorptionskältemaschine eine diskontinuierlich arbeitende Kältemaschine, bei welcher einer Phase Adsorption mit der Verdampfung, in der anderen die Desorption mit der Kondensation einhergeht. Durch diese zeitliche Trennung der Arbeits-Phasen eignet sich dieser Prozess auch zur Kältespeicherung.

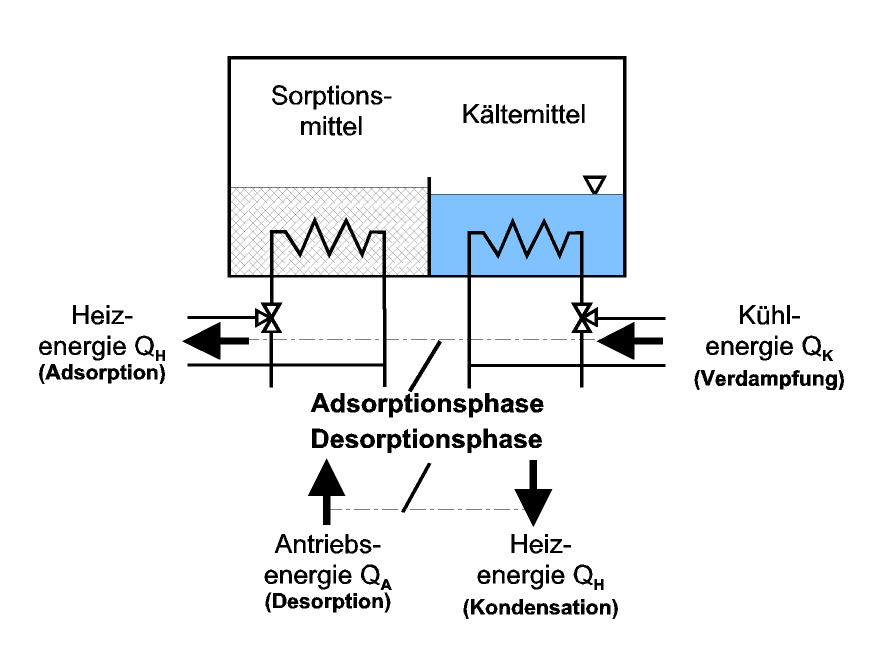
Links ist das Sorptionsmittel und rechts der Verdampfer/Kondensator.

Das Kältemittel im Verdampfer bzw. Kondensator wird erhitzt, verdampft und kühlt dadurch denselben und führt somit die zugeführte Wärme ab. Das verdampfte Kältemittel wird nun vom Sorptionsmittel adsorbiert und gibt die Wärme, welche dort entnommen wird, wieder ab. Da sich das Kältemittel dort sammelt, ist ein Rücktransport notwendig.

Zum Transport des Kältemittels ist lediglich eine entsprechende Temperierung des Sorptionsmittels erforderlich. Führt man diesem Wärme zu, so findet eine Desorption statt, d. h. das Kältemittel verlässt im flüssigen oder gasförmigen Aggregatzustand das Sorptionsmittel und kondensiert anschließend im Verdampfer bzw. Kondensator, der als Kondensator fungiert, indem die Kondensationsenthalpie abgeführt wird. Danach wird die Temperatur im Sorptionsmittel und damit auch der Druck wieder abgesenkt.
Alternativ dazu kann die Leistung durch Regelung des Kältemittelstroms eingestellt werden. Dazu müssen Ad-/Desorber und Verdampfer/Kondensator in getrennten Behältern untergebracht sein, welche durch ein Rohr verbunden sind, welches ein Gasmengenregelventil enthält.
Das desorbierte Adsorbens „saugt“ dann die am Regelventil eingestellte Kältemittelmenge bis zur Sättigung an und entzieht damit dem Verdampfer Energie (Verdampfungsenthalpie). In dieser Form kann der Apparat auch als Kältespeicher, z. B. transportabel, fungieren. Der Kältespeicher kann wieder aufgeladen werden, indem das Sorptionsmittel an einer Ladestation bei Bedarf desorbiert wird.
Der Nachteil liegt vor allem darin, dass wegen der Umschaltung der Apparate „Totwärme“ hin und her verschoben wird. Deshalb muss die apparative Konstruktion sorgfältig mit minimalen Wärmekapazitäten ausgeführt werden. Es ist vorgeschlagen worden, die Adsorptionskältemaschine mehrstufig auszuführen, was den Prozesswirkungsgrad deutlich verbessert, allerdings erhöht dies den apparativen Aufwand.

## Einsatz in Entwicklungsländern
Da Adsorption und Desorption nicht zwingend elektrische Energie benötigen, können Adsorptionskältemaschinen in unterentwickelten Gegenden ohne Stromnetz verwendet werden, um verderbliche Lebensmittel, Arzneimittel oder Impfstoffe zu kühlen. Dazu wird der Sorptionsmittelbehälter bei Bedarf an den Verdampfer mit Wasser als Kühlmittel angeschlossen und das System mit einer Handpumpe unter Unterdruck gesetzt.
Wenn der Behälter mit Kühlmittel gesättigt ist, kann er durch Erhitzung mit einem Solarkocher wieder regeneriert werden. In der Zwischenzeit können der Reihe nach weitere Sorptionsmittelbehälter angeschlossen werden, um die Kühlung aufrechtzuerhalten.
Mit mehreren, bei Sonneneinstrahlung regenerierten Behältern lassen sich auch Nacht- und Bewölkungszeiten überbrücken.

## Belege
1. 1 2 3  Lenzen, Dirk: Erzeugung von Kälte mittels Wärme: Entwicklung neuer Adsorbentien und Anwendungsbeispiele auf Basis von 3D-Koordinationspolymeren. 21. August 2019, urn:nbn:de:gbv:8-diss-259173.
2. 1 2 3  Dirk Lenzen, Phillip Bendix, Helge Reinsch, Dominik Fröhlich, Harry Kummer: Scalable Green Synthesis and Full-Scale Test of the Metal-Organic Framework CAU-10-H for Use in Adsorption-Driven Chillers. In: Advanced Materials. Band 30, Nr. 6, Februar 2018, S. 1705869, doi:10.1002/adma.201705869.
3. ↑  Adsorptionskältemaschine. Abgerufen am 21. November 2023.
4. ↑  Amandine Cadiau, Ji Sun Lee, Daiane Damasceno Borges, Paul Fabry, Thomas Devic: Design of Hydrophilic Metal Organic Framework Water Adsorbents for Heat Reallocation. In: Advanced Materials. Band 27, Nr. 32, August 2015, S. 4775–4780, doi:10.1002/adma.201502418.
5. ↑  Harry Kummer, Felix Jeremias, Alexander Warlo, Gerrit Füldner, Dominik Fröhlich: A Functional Full-Scale Heat Exchanger Coated with Aluminum Fumarate Metal–Organic Framework for Adsorption Heat Transformation. In: Industrial & Engineering Chemistry Research. Band 56, Nr. 29, 26. Juli 2017, ISSN 0888-5885, S. 8393–8398, doi:10.1021/acs.iecr.7b00106.
6. ↑  Angelo Freni, Lucio Bonaccorsi, Luigi Calabrese, Angela Caprì, Andrea Frazzica: SAPO-34 coated adsorbent heat exchanger for adsorption chillers. In: Applied Thermal Engineering. Band 82, 5. Mai 2015, ISSN 1359-4311, S. 1–7, doi:10.1016/j.applthermaleng.2015.02.052 (sciencedirect.com [abgerufen am 23. Juni 2022]).